# Эир-Джерних
Гу́а-Э́ир-Дже́рних (англ. Gua Air Jernih, Clearwater) — многоэтажная лабиринтовая пещерная система в известняках, расположенная в северной части острова Калимантан, на берегу реки Лонг Пала (штат Саравак, Малайзия). Самая протяжённая пещера в Азии (189 км). Система получена соединением пещер Clearwater, Lady’s Cave, Cleartop Cave, Wind Cave, Drunken Forest, Blackrock Cave, Leopard Cave, Whiterock Cave.
Пещера представляет собой сложное переплетение крупных галерей и залов на пяти уровнях; на нижнем уровне пещерная река протекает сквозь весь лабиринт. Амплитуда пещеры составляет 355 м. Пещера имеет множество входов, главный из которых расположен на высоте 200 м над уровнем моря (добраться к нему можно по реке на лодке).
Гуа-Эир-Джерних была открыта английской спелеологической экспедицией в 1978 году. Сейчас находится на территории национального парка Гунунг Мулу.